# 唐和 (宋朝)
唐和（?—?），瑶族，荆湖南路桂阳监（今湖南桂阳）人，北宋军事人物。
桂阳官府捕杀贩盐入山的瑶民和掠夺瑶寨，限制汉民与瑶人贸易，瑶民食盐缺乏。宋仁宗庆历三年（1043年），唐和号召瑶民响应黄捉鬼反官府、除暴吏。义军聚众五千余人，攻打桂阳城，占据蓝山县华阴峒，杀巡检李延祚、潭州都监张克明。宋仁宗命知潭州刘沆奉命发兵招讨。因受抚者众而受挫。邓文志、黄文晟等瑶民反宋起事失败。黄捉鬼遇害后，唐和联合当地瑶、汉百姓，在庆历五年（1045年）以桃油坪、能家源等地为据点，继续领导部众反抗官军。北宋大臣杨畋分兵八路进击，扫荡桃油平、熊家源。唐和在华阴峒隘口击败内殿崇班礼宾副使胡元、右侍禁郭正、殿侍王孝先等所率官军，宋将胡元阵亡，刘沆、杨畋被黜。庆历六年（1046年），唐和被宋军击败于银江源。宋仁宗采纳知桂阳监宋守信之策，又派熟悉溪峒之事的衡州监酒黄士元大破唐和军，使之退守郴州黄莽山。唐和转战英州、韶州，依山拒守，庆历七年（1047年）湖南和广南东路、广南西路合击唐和，诱之以招安，唐和功劳显著，唐和与盘知谅（盘知亮）、房承映、房承泰归降宋朝，奉诏为峒主。